# Pyrgos Agias
Pyrgos Agias (griechisch Πύργος Αγιάς ‚Turm von Agia‘) ist ein im 17. Jahrhundert erbauter Wach- und Wehrturm auf der griechischen Kykladeninsel Naxos. Er steht in ungefähr 220 Metern Höhe über der Nordwestküste der Insel. Der Turm gehört zur Siedlung Agia (Αγιά) etwa drei Kilometer westlich von Apollonas im Gemeindebezirk Drymalia.
Der Pyrgos Agias wurde 150 Meter westlich oberhalb eines Klosters aus dem 11. oder 12. Jahrhundert errichtet und gehörte der wohlhabenden Familie Kokkos. Auf einem viereckigen Grundriss entstand ein dreigeschossiger Turm, der nur im Obergeschoss Fenster besaß. Eine Treppe führt zum Eingang im Mittelgeschoss, das wie das Untergeschoss ansonsten nach außen nur mit Schießscharten versehen wurde. Anfang der 1980er Jahre stellte man den in Privatbesitz befindlichen Turm, das zugehörige Nebengelass mit einer Ölmühle und das Klostergebäude einschließlich der kleinen Kapelle Agia Komiakis (Αγιά Κωμιακής) unter Denkmalschutz. Der Turm von Agia war bis 1992 bewohnt, als er durch einen Brand zur Ruine wurde.
|                |           |
| Eingangstreppe | Innenraum |